# Liste des épisodes des Enquêtes de Kindaichi
Cet article présente la liste des épisodes de la série télévisée d'animation japonaise Les Enquêtes de Kindaichi issue du manga du même nom.

## Légende des tableaux
|  | Épisodes filler (épisodes détachés de l'histoire principale)                                      |
|  | Épisodes semi-filler (épisodes qui suivent l'histoire principale et qui ajoutent des suppléments) |

## Les Enquêtes de Kindaichi

### Génériques

#### Début
| Numéro | Titres                      | Artiste                 | Épisodes | 1re date de diffusion |
| ------ | --------------------------- | ----------------------- | -------- | --------------------- |
| 1      | CONFUSED MEMORIES           | Yūko Tsuburaya          | 1-23     | 7 avril 1997          |
| 2      | meet again                  | Laputa                  | 24-42    | 20 octobre 1997       |
| 3      | Kimi ga Iru Kara・・        | Yui Nishiwaki           | 43-69    | 13 avril 1998         |
| 4      | BRAVE                       | GRASS ARCADE            | 70-83    | 23 novembre 1998      |
| 5      | JUSTICE〜Future Mystery〜   | Miru Takayama & TWO-MIX | 84-105   | 12 avril 1999         |
| 6      | Why? (FUNKY VERSION)        | COLOR                   | 106-138  | 11 octobre 1999       |
| 7      | Never say why, never say no | 566 feat. Nakano Sayuri | 139-148  | 10 juillet 2000       |

#### Fin
| Numéro | Titres                       | Artiste                 | Épisodes | 1re date de diffusion |
| ------ | ---------------------------- | ----------------------- | -------- | --------------------- |
| 1      | Futari                       | Rie Tomosaka            | 1-17     | 7 avril 1997          |
| 2      | Boo Bee MAGIC                | Sarina Suzuki           | 18-29    | 4 août 1997           |
| 3      | Mysterious night             | R-ORANGE                | 30-42    | 1er décembre 1997     |
| 4      | White page                   | Platinum Peppers Family | 43-62    | 13 avril 1998         |
| 5      | Jeans                        | Hirosue Ryoko           | 63-73    | 14 septembre 1998     |
| 6      | Hateshinaku Aoi Sora wo Mita | Yui Nishiwaki           | 74-87    | 11 janvier 1999       |
| 7      | Believe Myself               | New Cinema Tokage       | 88-98    | 10 mai 1999           |
| 8      | Sink                         | Plastic Tree            | 99-110   | 2 août 1999           |
| 9      | Congracche                   | CASCADE                 | 111-128  | 15 novembre 1999      |
| 10     | Ultrider                     | PENICILLIN              | 129-147  | 1er mai 2000          |
| 11     | Kimi ga Iru Kara・・         | Yui Nishiwaki           | 148      | 11 septembre 2000     |

### Saison 1
| No                                                         | Titre français                                         | Titre japonais                        | Titre japonais | Date de 1re diffusion |
| No                                                         | Titre français                                         | Kanji                                 | Rōmaji | Date de 1re diffusion |
| ---------------------------------------------------------- | ------------------------------------------------------ | ------------------------------------- | --- | --------------------- |
| 1                                                          | Les sept mystères du campus (1)                        | 「学園七不思議殺人事件」ファイル1     | Gakuen nanafushigi satsujin jiken - Fairu 1 (L'affaire des meurtres des sept mystères du lycée - 1re partie)             | 7 avril 1997          |
| [Adapté de : Série FILE-04 — Ch. 1-2 + 28-37 — T. 1 + 4-5] |                                                        |                                       | |                       |
| 2                                                          | Les sept mystères du campus (2)                        | 「学園七不思議殺人事件」ファイル2     | Gakuen nanafushigi satsujin jiken - Fairu 2 (L'affaire des meurtres des sept mystères du lycée - 2e partie)              | 14 avril 1997         |
| [Adapté de : Série FILE-04 — Ch. 1-2 + 28-37 — T. 1 + 4-5] |                                                        |                                       | |                       |
| 3                                                          | Les sept mystères du campus (3)                        | 「学園七不思議殺人事件」ファイル3     | Gakuen nanafushigi satsujin jiken - Fairu 3 (L'affaire des meurtres des sept mystères du lycée - 3e partie)              | 21 avril 1997         |
| [Adapté de : Série FILE-04 — Ch. 1-2 + 28-37 — T. 1 + 4-5] |                                                        |                                       | |                       |
| 4                                                          | Meurtres au bord du lac Loverlorn (1)                  | 「悲恋湖伝説殺人事件」ファイル1       | Hirenko densetsu satsujin jiken - Fairu 1 (L'affaire des meurtres de la légende du lac de l'amour tragique - 1re partie) | 28 avril 1997         |
| [Adapté de : Série FILE-06 — Ch. 48-57 — T. 6-7]           |                                                        |                                       | |                       |
| 5                                                          | Meurtres au bord du lac Loverlorn (2)                  | 「悲恋湖伝説殺人事件」ファイル2       | Hirenko densetsu satsujin jiken - Fairu 2 (L'affaire des meurtres de la légende du lac de l'amour tragique - 2e partie)  | 5 mai 1997            |
| [Adapté de : Série FILE-06 — Ch. 48-57 — T. 6-7]           |                                                        |                                       | |                       |
| 6                                                          | Meurtres au bord du lac Loverlorn (3)                  | 「悲恋湖伝説殺人事件」ファイル3       | Hirenko densetsu satsujin jiken - Fairu 3 (L'affaire des meurtres de la légende du lac de l'amour tragique - 3e partie)  | 12 mai 1997           |
| [Adapté de : Série FILE-06 — Ch. 48-57 — T. 6-7]           |                                                        |                                       | |                       |
| 7                                                          | Meurtre dans le château des statues de cire (1)        | 「蝋人形城殺人事件」ファイル1         | Rōningyō-jō satsujin jiken - Fairu 1 (L'affaire des meurtres du château des poupées de cire - 1re partie)                | 19 mai 1997           |
| [Adapté de : Série FILE-12 — Ch. 122-134 — T. 16-17]       |                                                        |                                       | |                       |
| 8                                                          | Meurtre dans le château des statues de cire (2)        | 「蝋人形城殺人事件」ファイル2         | Rōningyō-jō satsujin jiken - Fairu 2 (L'affaire des meurtres du château des poupées de cire - 2e partie)                 | 26 mai 1997           |
| [Adapté de : Série FILE-12 — Ch. 122-134 — T. 16-17]       |                                                        |                                       | |                       |
| 9                                                          | Meurtre dans le château des statues de cire (3)        | 「蝋人形城殺人事件」ファイル3         | Rōningyō-jō satsujin jiken - Fairu 3 (L'affaire des meurtres du château des poupées de cire - 3e partie)                 | 2 juin 1997           |
| [Adapté de : Série FILE-12 — Ch. 122-134 — T. 16-17]       |                                                        |                                       | |                       |
| 10                                                         | Gentleman, cambrioleur et assassin (1)                 | 「怪盗紳士の殺人」ファイル1           | Kaitō shinshi no satsujin - Fairu 1 (Le meurtre du gentleman cambrioleur - 1re partie)                                   | 9 juin 1997           |
| [Adapté de : Série FILE-13 — Ch. 135-147 — T. 17-18]       |                                                        |                                       | |                       |
| 11                                                         | Gentleman, cambrioleur et assassin (2)                 | 「怪盗紳士の殺人」ファイル2           | Kaitō shinshi no satsujin - Fairu 2 (Le meurtre du gentleman cambrioleur - 2e partie)                                    | 16 juin 1997          |
| [Adapté de : Série FILE-13 — Ch. 135-147 — T. 17-18]       |                                                        |                                       | |                       |
| 12                                                         | Gentleman, cambrioleur et assassin (3)                 | 「怪盗紳士の殺人」ファイル3           | Kaitō shinshi no satsujin - Fairu 3 (Le meurtre du gentleman cambrioleur - 3e partie)                                    | 23 juin 1997          |
| [Adapté de : Série FILE-13 — Ch. 135-147 — T. 17-18]       |                                                        |                                       | |                       |
| 13                                                         | Meurtres sur l'île des mauvaises nouvelles (1)         | 「悲報島殺人事件」ファイル1           | Hihōtō satsujin jiken - Fairu 1 (L'affaire des meurtres de l'île des mauvaises nouvelles - 1re partie)                   | 30 juin 1997          |
| [Adapté de : Série FILE-05 — Ch. 38-47 — T. 5-6]           |                                                        |                                       | |                       |
| 14                                                         | Meurtres sur l'île des mauvaises nouvelles (2)         | 「悲報島殺人事件」ファイル2           | Hihōtō satsujin jiken - Fairu 2 (L'affaire des meurtres de l'île des mauvaises nouvelles - 2e partie)                    | 7 juillet 1997        |
| [Adapté de : Série FILE-05 — Ch. 38-47 — T. 5-6]           |                                                        |                                       | |                       |
| 15                                                         | Meurtres sur l'île des mauvaises nouvelles (3)         | 「悲報島殺人事件」ファイル3           | Hihōtō satsujin jiken - Fairu 3 (L'affaire des meurtres de l'île des mauvaises nouvelles - 3e partie)                    | 14 juillet 1997       |
| [Adapté de : Série FILE-05 — Ch. 38-47 — T. 5-6]           |                                                        |                                       | |                       |
| 16                                                         | Une œuvre diabolique (1)                               | 「悪魔組曲殺人事件」ファイル1         | Akuma kumikyoku satsujin jiken - Fairu 1 (L'affaire des meurtres de la suite diabolique - 1re partie)                    | 21 juillet 1997       |
| [Adapté de : CD Book 1]                                    |                                                        |                                       | |                       |
| 17                                                         | Une œuvre diabolique (2)                               | 「悪魔組曲殺人事件」ファイル2         | Akuma kumikyoku satsujin jiken - Fairu 2 (L'affaire des meurtres de la suite diabolique - 2e partie)                     | 28 juillet 1997       |
| [Adapté de : CD Book 1]                                    |                                                        |                                       | |                       |
| 18                                                         | Le samouraï maudit (1)                                 | 「飛騨からくり屋敷殺人事件」ファイル1 | Hida karakuri yashiki satsujin jiken - Fairu 1 (L'affaire des meurtres de la résidence piégée de Hida - 1re partie)      | 4 août 1997           |
| [Adapté de : Série FILE-09 — Ch. 82-93 — T. 11-12]         |                                                        |                                       | |                       |
| 19                                                         | Le samouraï maudit (2)                                 | 「飛騨からくり屋敷殺人事件」ファイル2 | Hida karakuri yashiki satsujin jiken - Fairu 2 (L'affaire des meurtres de la résidence piégée de Hida - 2e partie)       | 11 août 1997          |
| [Adapté de : Série FILE-09 — Ch. 82-93 — T. 11-12]         |                                                        |                                       | |                       |
| 20                                                         | Le samouraï maudit (3)                                 | 「飛騨からくり屋敷殺人事件」ファイル3 | Hida karakuri yashiki satsujin jiken - Fairu 3 (L'affaire des meurtres de la résidence piégée de Hida - 3e partie)       | 18 août 1997          |
| [Adapté de : Série FILE-09 — Ch. 82-93 — T. 11-12]         |                                                        |                                       | |                       |
| 21                                                         | Meurtres à l'opéra (1)                                 | 「オペラ座館殺人事件」ファイル1       | Opera-za kan satsujin jiken - Fairu 1 (L'affaire des meurtres à l'opéra - 1re partie)                                    | 25 août 1997          |
| [Adapté de : Série FILE-01 — Ch. 1-6 — T. 1-2]             |                                                        |                                       | |                       |
| 22                                                         | Meurtres à l'opéra (2)                                 | 「オペラ座館殺人事件」ファイル2       | Opera-za kan satsujin jiken - Fairu 2                                                                                    | 1er septembre 1997    |
| [Adapté de : Série FILE-01 — Ch. 1-6 — T. 1-2]             |                                                        |                                       | |                       |
| 23                                                         | Meurtres à l'opéra (3)                                 | 「オペラ座館殺人事件」ファイル3       | Opera-za kan satsujin jiken - Fairu 3                                                                                    | 8 septembre 1997      |
| [Adapté de : Série FILE-01 — Ch. 1-6 — T. 1-2]             |                                                        |                                       | |                       |
| SP                                                         | L'affaire des meurtres de l'hôpital du dieu de la mort | 死神病院殺人事件                      | Shinigami byōin satsujin jiken                                                                                           | 13 octobre 1997       |
| [Adapté de : CD Book 2 + filler]                           |                                                        |                                       | |                       |
| 24                                                         | Le meurtre de l'écrivain (1)                           | 「金田一少年の殺人」ファイル1         | Kindaichi shōnen no satsujin - Fairu 1 (Les meurtres de Kindaichi - 1re partie)                                          | 20 octobre 1997       |
| [Adapté de : Série FILE-10 — Ch. 94-107 — T. 12-14]        |                                                        |                                       | |                       |
| 25                                                         | Le meurtre de l'écrivain (2)                           | 「金田一少年の殺人」ファイル2         | Kindaichi shōnen no satsujin - Fairu 2 (Les meurtres de Kindaichi - 2e partie)                                           | 27 octobre 1997       |
| [Adapté de : Série FILE-10 — Ch. 94-107 — T. 12-14]        |                                                        |                                       | |                       |
| 26                                                         | Le meurtre de l'écrivain (3)                           | 「金田一少年の殺人」ファイル3         | Kindaichi shōnen no satsujin - Fairu 3 (Les meurtres de Kindaichi - 3e partie)                                           | 3 novembre 1997       |
| [Adapté de : Série FILE-10 — Ch. 94-107 — T. 12-14]        |                                                        |                                       | |                       |
| 27                                                         | Le meurtre de l'écrivain (4)                           | 「金田一少年の殺人」ファイル4         | Kindaichi shōnen no satsujin - Fairu 4 (Les meurtres de Kindaichi - 4e partie)                                           | 10 novembre 1997      |
| [Adapté de : Série FILE-10 — Ch. 94-107 — T. 12-14]        |                                                        |                                       | |                       |
| 28                                                         | Meurtre à bord du vaisseau fantôme (1)                 | 「幽霊客船殺人事件」ファイル1         | Yūrei kyakusen satsujin jiken - Fairu 1 (L'affaire des meurtres du paquebot fantôme - 1re partie)                        | 17 novembre 1997      |
| [Adapté de : Light novel 2]                                |                                                        |                                       | |                       |
| 29                                                         | Meurtre à bord du vaisseau fantôme (2)                 | 「幽霊客船殺人事件」ファイル2         | Yūrei kyakusen satsujin jiken - Fairu 2 (L'affaire des meurtres du paquebot fantôme - 2e partie)                         | 24 novembre 1997      |
| [Adapté de : Light novel 2]                                |                                                        |                                       | |                       |
| 30                                                         | Meurtre à bord du vaisseau fantôme (3)                 | 「幽霊客船殺人事件」ファイル3         | Yūrei kyakusen satsujin jiken - Fairu 3 (L'affaire des meurtres du paquebot fantôme - 3e partie)                         | 1er décembre 1997     |
| [Adapté de : Light novel 2]                                |                                                        |                                       | |                       |
| 31                                                         | Meurtre à bord du vaisseau fantôme (4)                 | 「幽霊客船殺人事件」ファイル4         | Yūrei kyakusen satsujin jiken - Fairu 4 (L'affaire des meurtres du paquebot fantôme - 4e partie)                         | 8 décembre 1997       |
| [Adapté de : Light novel 2]                                |                                                        |                                       | |                       |
| 32                                                         | Pulsions meurtrières par moins quinze                  | 氷点下15度の殺意                      | Hyōtenka jūgo-do no satsui (Pulsions de meurtre par -15 degrés)                                                          | 15 décembre 1997      |
| [Adapté de : Série SHORT — Ch. 1-3 — T. 1]                 |                                                        |                                       | |                       |

### Saison 2
| No                                                                           | Titre français                                            | Titre japonais                    | Titre japonais | Date de 1re diffusion |
| No                                                                           | Titre français                                            | Kanji                             | Rōmaji | Date de 1re diffusion |
| ---------------------------------------------------------------------------- | --------------------------------------------------------- | --------------------------------- | --- | --------------------- |
| 33                                                                           | Les meurtres du train magique (1)                         | 「魔術列車殺人事件」ファイル1     | Majutsu ressha satsujin jiken - Fairu 1 (L'affaire des meurtres du train magique - 1re partie)                      | 12 janvier 1998       |
| [Adapté de : Série FILE-15 — Ch. 159-171 — T. 20-21]                         |                                                           |                                   | |                       |
| 34                                                                           | Les meurtres du train magique (2)                         | 「魔術列車殺人事件」ファイル2     | Majutsu ressha satsujin jiken - Fairu 2 (L'affaire des meurtres du train magique - 2e partie)                       | 19 janvier 1998       |
| [Adapté de : Série FILE-15 — Ch. 159-171 — T. 20-21]                         |                                                           |                                   | |                       |
| 35                                                                           | Les meurtres du train magique (3)                         | 「魔術列車殺人事件」ファイル3     | Majutsu ressha satsujin jiken - Fairu 3 (L'affaire des meurtres du train magique - 3e partie)                       | 26 janvier 1998       |
| [Adapté de : Série FILE-15 — Ch. 159-171 — T. 20-21]                         |                                                           |                                   | |                       |
| 36                                                                           | Les meurtres du train magique (4)                         | 「魔術列車殺人事件」ファイル4     | Majutsu ressha satsujin jiken - Fairu 4 (L'affaire des meurtres du train magique - 4e partie)                       | 2 février 1998        |
| [Adapté de : Série FILE-15 — Ch. 159-171 — T. 20-21]                         |                                                           |                                   | |                       |
| 37                                                                           | Les meurtres de l'abominable femme des neiges (1)         | 「雪夜叉伝説殺人事件」ファイル1   | Yukiyasha densetsu satsujin jiken - Fairu 1 (L'affaire des meurtres de la légende du Yasha des neiges - 1re partie) | 9 février 1998        |
| [Adapté de : Série FILE-03 — Ch. 18-27 — T. 3-4]                             |                                                           |                                   | |                       |
| 38                                                                           | Les meurtres de l'abominable femme des neiges (2)         | 「雪夜叉伝説殺人事件」ファイル2   | Yukiyasha densetsu satsujin jiken - Fairu 2 (L'affaire des meurtres de la légende du Yasha des neiges - 2e partie)  | 16 février 1998       |
| [Adapté de : Série FILE-03 — Ch. 18-27 — T. 3-4]                             |                                                           |                                   | |                       |
| 39                                                                           | Les meurtres de l'abominable femme des neiges (3)         | 「雪夜叉伝説殺人事件」ファイル3   | Yukiyasha densetsu satsujin jiken - Fairu 3 (L'affaire des meurtres de la légende du Yasha des neiges - 3e partie)  | 23 février 1998       |
| [Adapté de : Série FILE-03 — Ch. 18-27 — T. 3-4]                             |                                                           |                                   | |                       |
| 40                                                                           | Meurtre à la montagne du Tarot (1)                        | 「タロット山荘殺人事件」ファイル1 | Tarotto sansō satsujin jiken - Fairu 1 (L'affaire des meurtres du chalet du tarot - 1re partie)                     | 2 mars 1998           |
| [Adapté de : Série FILE-11 — Ch. 108-121 — T. 14-15]                         |                                                           |                                   | |                       |
| 41                                                                           | Meurtre à la montagne du Tarot (2)                        | 「タロット山荘殺人事件」ファイル2 | Tarotto sansō satsujin jiken - Fairu 2 (L'affaire des meurtres du chalet du tarot - 2e partie)                      | 9 mars 1998           |
| [Adapté de : Série FILE-11 — Ch. 108-121 — T. 14-15]                         |                                                           |                                   | |                       |
| 42                                                                           | Meurtre à la montagne du Tarot (3)                        | 「タロット山荘殺人事件」ファイル3 | Tarotto sansō satsujin jiken - Fairu 3 (L'affaire des meurtres du chalet du tarot - 3e partie)                      | 16 mars 1998          |
| [Adapté de : Série FILE-11 — Ch. 108-121 — T. 14-15]                         |                                                           |                                   | |                       |
| 43                                                                           | Le papillon de la mort (1)                                | 「黒死蝶殺人事件」ファイル1       | Kuroshichō satsujin jiken - Fairu 1 (L'affaire des meurtres du papillon noir de la mort - 1re partie)               | 13 avril 1998         |
| [Adapté de : Série FILE-16 — Ch. 172-184 — T. 22-23]                         |                                                           |                                   | |                       |
| 44                                                                           | Le papillon de la mort (2)                                | 「黒死蝶殺人事件」ファイル2       | Kuroshichō satsujin jiken - Fairu 2 (L'affaire des meurtres du papillon noir de la mort - 2e partie)                | 20 avril 1998         |
| [Adapté de : Série FILE-16 — Ch. 172-184 — T. 22-23]                         |                                                           |                                   | |                       |
| 45                                                                           | Le papillon de la mort (3)                                | 「黒死蝶殺人事件」ファイル3       | Kuroshichō satsujin jiken - Fairu 3 (L'affaire des meurtres du papillon noir de la mort - 3e partie)                | 27 avril 1998         |
| [Adapté de : Série FILE-16 — Ch. 172-184 — T. 22-23]                         |                                                           |                                   | |                       |
| 46                                                                           | Le papillon de la mort (4)                                | 「黒死蝶殺人事件」ファイル4       | Kuroshichō satsujin jiken - Fairu 4 (L'affaire des meurtres du papillon noir de la mort - 4e partie)                | 11 mai 1998           |
| [Adapté de : Série FILE-16 — Ch. 172-184 — T. 22-23]                         |                                                           |                                   | |                       |
| 47                                                                           | L'enlèvement de Reika (1)                                 | 「速水玲香誘拐殺人事件」ファイル1 | Hayami Reika yūkai satsujin jiken - Fairu 1 (L'affaire des meurtres de l'enlèvement de Hayami Reika - 1re partie)   | 18 mai 1998           |
| [Adapté de : Série FILE-19 — Ch. 211-219 — T. 26-27]                         |                                                           |                                   | |                       |
| 48                                                                           | L'enlèvement de Reika (2)                                 | 「速水玲香誘拐殺人事件」ファイル2 | Hayami Reika yūkai satsujin jiken - Fairu 2 (L'affaire des meurtres de l'enlèvement de Hayami Reika - 2e partie)    | 25 mai 1998           |
| [Adapté de : Série FILE-19 — Ch. 211-219 — T. 26-27]                         |                                                           |                                   | |                       |
| 49                                                                           | L'enlèvement de Reika (3)                                 | 「速水玲香誘拐殺人事件」ファイル3 | Hayami Reika yūkai satsujin jiken - Fairu 3 (L'affaire des meurtres de l'enlèvement de Hayami Reika - 3e partie)    | 1er juin 1998         |
| [Adapté de : Série FILE-19 — Ch. 211-219 — T. 26-27]                         |                                                           |                                   | |                       |
| 50                                                                           | L'enlèvement de Reika (4)                                 | 「速水玲香誘拐殺人事件」ファイル4 | Hayami Reika yūkai satsujin jiken - Fairu 4 (L'affaire des meurtres de l'enlèvement de Hayami Reika - 4e partie)    | 8 juin 1998           |
| [Adapté de : Série FILE-19 — Ch. 211-219 — T. 26-27]                         |                                                           |                                   | |                       |
| 51                                                                           | L'affaire des meurtres de la pièce d'argent Française (1) | 「仏蘭西銀貨殺人事件」ファイル1   | Furansu ginka satsujin jiken - Fairu 1                                                                              | 15 juin 1998          |
| [Adapté de : Série FILE-17 — Ch. 185-198 — T. 23-25]                         |                                                           |                                   | |                       |
| 52                                                                           | L'affaire des meurtres de la pièce d'argent Française (2) | 「仏蘭西銀貨殺人事件」ファイル2   | Furansu ginka satsujin jiken - Fairu 2                                                                              | 22 juin 1998          |
| [Adapté de : Série FILE-17 — Ch. 185-198 — T. 23-25]                         |                                                           |                                   | |                       |
| 53                                                                           | L'affaire des meurtres de la pièce d'argent Française (3) | 「仏蘭西銀貨殺人事件」ファイル3   | Furansu ginka satsujin jiken - Fairu 3                                                                              | 29 juin 1998          |
| [Adapté de : Série FILE-17 — Ch. 185-198 — T. 23-25]                         |                                                           |                                   | |                       |
| 54                                                                           | L'affaire des meurtres de la pièce d'argent Française (4) | 「仏蘭西銀貨殺人事件」ファイル4   | Furansu ginka satsujin jiken - Fairu 4                                                                              | 6 juillet 1998        |
| [Adapté de : Série FILE-17 — Ch. 185-198 — T. 23-25]                         |                                                           |                                   | |                       |
| 55                                                                           | Qui a tué la déesse ?                                     | 誰が女神を殺したか?               | Dare ga megami o koroshita ka?                                                                                      | 13 juillet 1998       |
| [Adapté de : Série SHORT — Ch. 4-6 — T. 1]                                   |                                                           |                                   | |                       |
| 56                                                                           | L'affaire des meurtres des ruines du dieu démon (1)       | 「魔神遺跡殺人事件」ファイル1     | Majin iseki satsujin jiken - Fairu 1                                                                                | 27 juillet 1998       |
| [Adapté de : Série FILE-18 — Ch. 199-210 — T. 25-26]                         |                                                           |                                   | |                       |
| 57                                                                           | L'affaire des meurtres des ruines du dieu démon (2)       | 「魔神遺跡殺人事件」ファイル2     | Majin iseki satsujin jiken - Fairu 2                                                                                | 3 août 1998           |
| [Adapté de : Série FILE-18 — Ch. 199-210 — T. 25-26]                         |                                                           |                                   | |                       |
| 58                                                                           | L'affaire des meurtres des ruines du dieu démon (3)       | 「魔神遺跡殺人事件」ファイル3     | Majin iseki satsujin jiken - Fairu 3                                                                                | 10 août 1998          |
| [Adapté de : Série FILE-18 — Ch. 199-210 — T. 25-26]                         |                                                           |                                   | |                       |
| 59                                                                           | L'affaire des meurtres des ruines du dieu démon (4)       | 「魔神遺跡殺人事件」ファイル4     | Majin iseki satsujin jiken - Fairu 4                                                                                | 17 août 1998          |
| [Adapté de : Série FILE-18 — Ch. 199-210 — T. 25-26]                         |                                                           |                                   | |                       |
| 60                                                                           | L'affaire des meurtres de l'île-cimetière (1)             | 「墓場島殺人事件」ファイル1       | Hakabajima satsujin jiken - Fairu 1                                                                                 | 24 août 1998          |
| [Adapté de : Série FILE-14 — Ch. 148-158 — T. 19-20]                         |                                                           |                                   | |                       |
| 61                                                                           | L'affaire des meurtres de l'île-cimetière (2)             | 「墓場島殺人事件」ファイル2       | Hakabajima satsujin jiken - Fairu 2                                                                                 | 31 août 1998          |
| [Adapté de : Série FILE-14 — Ch. 148-158 — T. 19-20]                         |                                                           |                                   | |                       |
| 62                                                                           | L'affaire des meurtres de l'île-cimetière (3)             | 「墓場島殺人事件」ファイル3       | Hakabajima satsujin jiken - Fairu 3                                                                                 | 7 septembre 1998      |
| [Adapté de : Série FILE-14 — Ch. 148-158 — T. 19-20]                         |                                                           |                                   | |                       |
| 63                                                                           | Les magnifiques déductions du commissaire Akechi          | 明智警視の華麗なる推理            | Akechi keishi no karei naru suiri                                                                                   | 14 septembre 1998     |
| [Adapté de : Série SHORT — Ch. 7-8 — T. 1 / Série AKECHI — Ch. 11-12 — T. 2] |                                                           |                                   | |                       |
| 64                                                                           | L'affaire des meurtres de l'île des feux follets (1)      | 「鬼火島殺人事件」ファイル1       | Onibijima satsujin jiken - Fairu 1                                                                                  | 12 octobre 1998       |
| [Adapté de : Light novel 4]                                                  |                                                           |                                   | |                       |
| 65                                                                           | L'affaire des meurtres de l'île des feux follets (2)      | 「鬼火島殺人事件」ファイル2       | Onibijima satsujin jiken - Fairu 2                                                                                  | 19 octobre 1998       |
| [Adapté de : Light novel 4]                                                  |                                                           |                                   | |                       |
| 66                                                                           | L'affaire des meurtres de l'île des feux follets (3)      | 「鬼火島殺人事件」ファイル3       | Onibijima satsujin jiken - Fairu 3                                                                                  | 26 octobre 1998       |
| [Adapté de : Light novel 4]                                                  |                                                           |                                   | |                       |
| 67                                                                           | L'affaire des meurtres de l'île des feux follets (4)      | 「鬼火島殺人事件」ファイル4       | Onibijima satsujin jiken - Fairu 4                                                                                  | 2 novembre 1998       |
| [Adapté de : Light novel 4]                                                  |                                                           |                                   | |                       |
| 68                                                                           | Le secret de l'inspecteur Kenmochi (1)                    | 「剣持警部の秘密」ファイル1       | Kenmochi keibu no himitsu - Fairu 1                                                                                 | 9 novembre 1998       |
| [Adapté de : Série SHORT — Ch. 9-10 — T. 2]                                  |                                                           |                                   | |                       |
| 69                                                                           | Le secret de l'inspecteur Kenmochi (2)                    | 「剣持警部の秘密」ファイル2       | Kenmochi keibu no himitsu - Fairu 2                                                                                 | 16 novembre 1998      |
| [Adapté de : Série SHORT — Nouvelle 1 — T. 1]                                |                                                           |                                   | |                       |
| 70                                                                           | L'affaire des meurtres de l'hôtel occidental (1)          | 「異人館ホテル殺人事件」ファイル1 | Ijinkan hoteru satsujin jiken - Fairu 1                                                                             | 23 novembre 1998      |
| [Adapté de : Série FILE-07 — Ch. 58-69 — T. 8-9]                             |                                                           |                                   | |                       |
| 71                                                                           | L'affaire des meurtres de l'hôtel occidental (2)          | 「異人館ホテル殺人事件」ファイル2 | Ijinkan hoteru satsujin jiken - Fairu 2                                                                             | 30 novembre 1998      |
| [Adapté de : Série FILE-07 — Ch. 58-69 — T. 8-9]                             |                                                           |                                   | |                       |
| 72                                                                           | L'affaire des meurtres de l'hôtel occidental (3)          | 「異人館ホテル殺人事件」ファイル3 | Ijinkan hoteru satsujin jiken - Fairu 3                                                                             | 7 décembre 1998       |
| [Adapté de : Série FILE-07 — Ch. 58-69 — T. 8-9]                             |                                                           |                                   | |                       |
| 73                                                                           | L'affaire des meurtres de l'hôtel occidental (4)          | 「異人館ホテル殺人事件」ファイル4 | Ijinkan hoteru satsujin jiken - Fairu 4                                                                             | 14 décembre 1998      |
| [Adapté de : Série FILE-07 — Ch. 58-69 — T. 8-9]                             |                                                           |                                   | |                       |

### Saison 3
| No                                                                             | Titre français                                                                     | Titre japonais                              | Titre japonais                                                      | Date de 1re diffusion |
| No                                                                             | Titre français                                                                     | Kanji                                       | Rōmaji                                                              | Date de 1re diffusion |
| ------------------------------------------------------------------------------ | ---------------------------------------------------------------------------------- | ------------------------------------------- | ------------------------------------------------------------------- | --------------------- |
| 74                                                                             | L'affaire des meurtres du cyber-chalet (1)                                         | 「電脳山荘殺人事件」ファイル1               | Dennō sansō satsujin jiken - Fairu 1                                | 11 janvier 1999       |
| [Adapté de : Light novel 3]                                                    |                                                                                    |                                             |                                                                     |                       |
| 75                                                                             | L'affaire des meurtres du cyber-chalet (2)                                         | 「電脳山荘殺人事件」ファイル2               | Dennō sansō satsujin jiken - Fairu 2                                | 18 janvier 1999       |
| [Adapté de : Light novel 3]                                                    |                                                                                    |                                             |                                                                     |                       |
| 76                                                                             | L'affaire des meurtres du cyber-chalet (3)                                         | 「電脳山荘殺人事件」ファイル3               | Dennō sansō satsujin jiken - Fairu 3                                | 25 janvier 1999       |
| [Adapté de : Light novel 3]                                                    |                                                                                    |                                             |                                                                     |                       |
| 77                                                                             | L'affaire des meurtres du cyber-chalet (4)                                         | 「電脳山荘殺人事件」ファイル4               | Dennō sansō satsujin jiken - Fairu 4                                | 1er février 1999      |
| [Adapté de : Light novel 3]                                                    |                                                                                    |                                             |                                                                     |                       |
| 78                                                                             | Meurtres de la Saint-Valentin (1)                                                  | 「聖バレンタインの殺人」ファイル1           | Sei Barentain no satsujin - Fairu 1                                 | 8 février 1999        |
| [Adapté de : Série SHORT — Ch. 11-14 — T. 2]                                   |                                                                                    |                                             |                                                                     |                       |
| 79                                                                             | Meurtres de la Saint-Valentin (2)                                                  | 「聖バレンタインの殺人」ファイル2           | Sei Barentain no satsujin - Fairu 2                                 | 15 février 1999       |
| [Adapté de : Série SHORT — Ch. 11-14 — T. 2]                                   |                                                                                    |                                             |                                                                     |                       |
| 80                                                                             | Meurtres de la Saint-Valentin (3)                                                  | 「聖バレンタインの殺人」ファイル3           | Sei Barentain no satsujin - Fairu 3                                 | 22 février 1999       |
| [Adapté de : Série SHORT — Ch. 11-14 — T. 2]                                   |                                                                                    |                                             |                                                                     |                       |
| 81                                                                             | La contribution adorable de Fumi Kindaichi ! L'affaire d'enlèvement de Fumi !      | 金田一フミの可憐な活躍!「フミの誘拐事件」   | Kindaichi Fumi no karen na katsuyaku! Fumi no yūkai jiken           | 1er mars 1999         |
| [Adapté de : Série SHORT — Ch. 19-20 — T. 3]                                   |                                                                                    |                                             |                                                                     |                       |
| 82                                                                             | La contribution adorable de Fumi Kindaichi ! Le meurtre du labyrinthe aux miroirs! | 金田一フミの可憐な活躍!「鏡迷宮の殺人」     | Kindaichi Fumi no karen na katsuyaku! Kagami meikyū no satsujin     | 8 mars 1999           |
| [Adapté de : Série SHORT — Ch. 17-18 — T. 3]                                   |                                                                                    |                                             |                                                                     |                       |
| 83                                                                             | Les magnifiques déductions du commissaire Akechi - 2e partie                       | 「明智警視の華麗なる推理」その2             | Akechi keishi no karei naru suiri - Sono 2                          | 15 mars 1999          |
| [Adapté de : Série SHORT — Ch. 15-16 — T. 2 / Série AKECHI — Ch. 13-14 — T. 2] |                                                                                    |                                             |                                                                     |                       |
| 84                                                                             | Le démon meurtrier du grand écran (1)                                              | 「銀幕の殺人鬼」ファイル1                   | Ginmaku no satsujinki - Fairu 1                                     | 12 avril 1999         |
| [Adapté de : Série CASE-21 — Ch. 11-19 — T. 2]                                 |                                                                                    |                                             |                                                                     |                       |
| 85                                                                             | Le démon meurtrier du grand écran (2)                                              | 「銀幕の殺人鬼」ファイル2                   | Ginmaku no satsujinki - Fairu 2                                     | 19 avril 1999         |
| [Adapté de : Série CASE-21 — Ch. 11-19 — T. 2]                                 |                                                                                    |                                             |                                                                     |                       |
| 86                                                                             | Le démon meurtrier du grand écran (3)                                              | 「銀幕の殺人鬼」ファイル3                   | Ginmaku no satsujinki - Fairu 3                                     | 26 avril 1999         |
| [Adapté de : Série CASE-21 — Ch. 11-19 — T. 2]                                 |                                                                                    |                                             |                                                                     |                       |
| 87                                                                             | Le démon meurtrier du grand écran (4)                                              | 「銀幕の殺人鬼」ファイル4                   | Ginmaku no satsujinki - Fairu 4                                     | 3 mai 1999            |
| [Adapté de : Série CASE-21 — Ch. 11-19 — T. 2]                                 |                                                                                    |                                             |                                                                     |                       |
| 88                                                                             | Le défi magnifique du jeune Akechi (1)                                             | 「明智少年の華麗なる挑戦」ファイル1         | Akechi shōnen no karei naru chōsen - Fairu 1                        | 10 mai 1999           |
| [Adapté de : Série SHORT — Ch. 21-24 — T. 3 / Série AKECHI — Ch. 1-4 — T. 1]   |                                                                                    |                                             |                                                                     |                       |
| 89                                                                             | Le défi magnifique du jeune Akechi (2)                                             | 「明智少年の華麗なる挑戦」ファイル2         | Akechi shōnen no karei naru chōsen - Fairu 2                        | 17 mai 1999           |
| [Adapté de : Série SHORT — Ch. 21-24 — T. 3 / Série AKECHI — Ch. 1-4 — T. 1]   |                                                                                    |                                             |                                                                     |                       |
| 90                                                                             | L'affaire des meurtres de la légende de la sirène de Shanghai (1)                  | 「上海魚人伝説殺人事件」ファイル1           | Shanhai kyojin densetsu satsujin jiken - Fairu 1                    | 24 mai 1999           |
| [Adapté de : Light novel 5]                                                    |                                                                                    |                                             |                                                                     |                       |
| 91                                                                             | L'affaire des meurtres de la légende de la sirène de Shanghai (2)                  | 「上海魚人伝説殺人事件」ファイル2           | Shanhai kyojin densetsu satsujin jiken - Fairu 2                    | 31 mai 1999           |
| [Adapté de : Light novel 5]                                                    |                                                                                    |                                             |                                                                     |                       |
| 92                                                                             | L'affaire des meurtres de la légende de la sirène de Shanghai (3)                  | 「上海魚人伝説殺人事件」ファイル3           | Shanhai kyojin densetsu satsujin jiken - Fairu 3                    | 7 juin 1999           |
| [Adapté de : Light novel 5]                                                    |                                                                                    |                                             |                                                                     |                       |
| 93                                                                             | L'affaire des meurtres de la légende de la sirène de Shanghai (4)                  | 「上海魚人伝説殺人事件」ファイル4           | Shanhai kyojin densetsu satsujin jiken - Fairu 4                    | 21 juin 1999          |
| [Adapté de : Light novel 5]                                                    |                                                                                    |                                             |                                                                     |                       |
| 94                                                                             | La contribution adorable de Fumi Kindaichi! L'affaire de meurtre d'Ukaimura        | 金田一フミの可憐な活躍!「鵜飼村殺人事件」   | Kindaichi Fumi no karen na katsuyaku! Ukaimura satsujin jiken       | 28 juin 1999          |
| [Adapté de : Série SHORT — Ch. 25-26 — T. 4]                                   |                                                                                    |                                             |                                                                     |                       |
| 95                                                                             | La légende du trésor d'Amakusa (1)                                                 | 「天草財宝伝説殺人事件」ファイル1           | Amakusa zaihō densetsu satsujin jiken - Fairu 1                     | 5 juillet 1999        |
| [Adapté de : Série CASE-22 — Ch. 20-32 — T. 3-4]                               |                                                                                    |                                             |                                                                     |                       |
| 96                                                                             | La légende du trésor d'Amakusa (2)                                                 | 「天草財宝伝説殺人事件」ファイル2           | Amakusa zaihō densetsu satsujin jiken - Fairu 2                     | 12 juillet 1999       |
| [Adapté de : Série CASE-22 — Ch. 20-32 — T. 3-4]                               |                                                                                    |                                             |                                                                     |                       |
| 97                                                                             | La légende du trésor d'Amakusa (3)                                                 | 「天草財宝伝説殺人事件」ファイル3           | Amakusa zaihō densetsu satsujin jiken - Fairu 3                     | 19 juillet 1999       |
| [Adapté de : Série CASE-22 — Ch. 20-32 — T. 3-4]                               |                                                                                    |                                             |                                                                     |                       |
| 98                                                                             | La légende du trésor d'Amakusa (4)                                                 | 「天草財宝伝説殺人事件」ファイル4           | Amakusa zaihō densetsu satsujin jiken - Fairu 4                     | 26 juillet 1999       |
| [Adapté de : Série CASE-22 — Ch. 20-32 — T. 3-4]                               |                                                                                    |                                             |                                                                     |                       |
| 99                                                                             | La légende du trésor d'Amakusa (5)                                                 | 「天草財宝伝説殺人事件」ファイル5           | Amakusa zaihō densetsu satsujin jiken - Fairu 5                     | 2 août 1999           |
| [Adapté de : Série CASE-22 — Ch. 20-32 — T. 3-4]                               |                                                                                    |                                             |                                                                     |                       |
| 100                                                                            | Affaire de meurtre lors d'un cauchemar estival                                     | 真夏の悪夢殺人事件                          | Manatsu no akumu satsujin jiken                                     | 9 août 1999           |
| [Adapté de : Série SHORT — Nouvelle 3 — T. 3]                                  |                                                                                    |                                             |                                                                     |                       |
| 101                                                                            | L'affaire des meurtres du Festival du Tonnerre (1)                                 | 「雷祭殺人事件」ファイル1                   | Ikazuchi matsuri satsujin jiken - Fairu 1                           | 16 août 1999          |
| [Adapté de : Light novel 6]                                                    |                                                                                    |                                             |                                                                     |                       |
| 102                                                                            | L'affaire des meurtres du Festival du Tonnerre (2)                                 | 「雷祭殺人事件」ファイル2                   | Ikazuchi matsuri satsujin jiken - Fairu 2                           | 23 août 1999          |
| [Adapté de : Light novel 6]                                                    |                                                                                    |                                             |                                                                     |                       |
| 103                                                                            | L'affaire des meurtres du Festival du Tonnerre (3)                                 | 「雷祭殺人事件」ファイル3                   | Ikazuchi matsuri satsujin jiken - Fairu 3                           | 6 septembre 1999      |
| [Adapté de : Light novel 6]                                                    |                                                                                    |                                             |                                                                     |                       |
| 104                                                                            | Le restaurant de l'intention meurtrière                                            | 殺意のレストラン                            | Satsui no resutoran                                                 | 13 septembre 1999     |
| [Adapté de : Série SHORT — Ch. 31-33 — T. 4]                                   |                                                                                    |                                             |                                                                     |                       |
| 105                                                                            | Meurtres dans la forêt du chien démon (1)                                          | 「魔犬の森の殺人」ファイル1                 | Maken no mori no satsujin - Fairu 1                                 | 20 septembre 1999     |
| [Adapté de : Série CASE-20 — Ch. 1-10 — T. 1]                                  |                                                                                    |                                             |                                                                     |                       |
| 106                                                                            | Meurtres dans la forêt du chien démon (2)                                          | 「魔犬の森の殺人」ファイル2                 | Maken no mori no satsujin - Fairu 2                                 | 11 octobre 1999       |
| [Adapté de : Série CASE-20 — Ch. 1-10 — T. 1]                                  |                                                                                    |                                             |                                                                     |                       |
| 107                                                                            | Meurtres dans la forêt du chien démon (3)                                          | 「魔犬の森の殺人」ファイル3                 | Maken no mori no satsujin - Fairu 3                                 | 18 octobre 1999       |
| [Adapté de : Série CASE-20 — Ch. 1-10 — T. 1]                                  |                                                                                    |                                             |                                                                     |                       |
| 108                                                                            | Meurtres dans la forêt du chien démon (4)                                          | 「魔犬の森の殺人」ファイル4                 | Maken no mori no satsujin - Fairu 4                                 | 25 octobre 1999       |
| [Adapté de : Série CASE-20 — Ch. 1-10 — T. 1]                                  |                                                                                    |                                             |                                                                     |                       |
| 109                                                                            | Le concert magnifique du jeune Akechi (1)                                          | 「明智少年の華麗なる協奏曲」ファイル1       | Akechi shōnen no karei naru kyōsōkyoku - Fairu 1                    | 1er novembre 1999     |
| [Adapté de : Série CASE — Ch. 33-35 — T. 4 / Série AKECHI — Ch. 5-7 — T. 1]    |                                                                                    |                                             |                                                                     |                       |
| 110                                                                            | Le concert magnifique du jeune Akechi (2)                                          | 「明智少年の華麗なる協奏曲」ファイル2       | Akechi shōnen no karei naru kyōsōkyoku - Fairu 2                    | 8 novembre 1999       |
| [Adapté de : Série CASE — Ch. 33-35 — T. 4 / Série AKECHI — Ch. 5-7 — T. 1]    |                                                                                    |                                             |                                                                     |                       |
| 111                                                                            | L'affaire des meurtres du village Yukikage (1)                                     | 「雪影村殺人事件」ファイル1                 | Yukikagemura satsujin jiken - Fairu 1                               | 15 novembre 1999      |
| [Adapté de : Série CASE-23 — Ch. 36-44 — T. 5]                                 |                                                                                    |                                             |                                                                     |                       |
| 112                                                                            | L'affaire des meurtres du village Yukikage (2)                                     | 「雪影村殺人事件」ファイル2                 | Yukikagemura satsujin jiken - Fairu 2                               | 22 novembre 1999      |
| [Adapté de : Série CASE-23 — Ch. 36-44 — T. 5]                                 |                                                                                    |                                             |                                                                     |                       |
| 113                                                                            | L'affaire des meurtres du village Yukikage (3)                                     | 「雪影村殺人事件」ファイル3                 | Yukikagemura satsujin jiken - Fairu 3                               | 29 novembre 1999      |
| [Adapté de : Série CASE-23 — Ch. 36-44 — T. 5]                                 |                                                                                    |                                             |                                                                     |                       |
| 114                                                                            | L'affaire des meurtres du village Yukikage (4)                                     | 「雪影村殺人事件」ファイル4                 | Yukikagemura satsujin jiken - Fairu 4                               | 6 décembre 1999       |
| [Adapté de : Série CASE-23 — Ch. 36-44 — T. 5]                                 |                                                                                    |                                             |                                                                     |                       |
| 115                                                                            | La contribution adorable de Fumi Kindaichi ! La rançon disparue dans la neige      | 金田一フミの可憐な活躍!「白銀に消えた身代金 | Kindaichi Fumi no karen na katsuyaku! Hakugin ni kieta minoshirokin | 13 décembre 1999      |
| [Adapté de : Série SHORT — Ch. 27-28 — T. 4]                                   |                                                                                    |                                             |                                                                     |                       |
| 116                                                                            | Le démon qui s'était égaré                                                         | 迷い込んできた悪魔（デモン）                | Mayoikondekita demon                                                | 20 décembre 1999      |
| [Adapté de : Série SHORT — Nouvelle 2 — T. 2]                                  |                                                                                    |                                             |                                                                     |                       |

### Saison 4
| No                                               | Titre français                                                  | Titre japonais                                   | Titre japonais                                           | Date de 1re diffusion |
| No                                               | Titre français                                                  | Kanji                                            | Rōmaji                                                   | Date de 1re diffusion |
| ------------------------------------------------ | --------------------------------------------------------------- | ------------------------------------------------ | -------------------------------------------------------- | --------------------- |
| 117                                              | L'affaire de meurtre de la légende du démon du chagrin (1)      | 「嘆きの鬼伝説殺人事件」ファイル1                | Nageki no oni densetsu satsujin jiken - Fairu 1          | 10 janvier 2000       |
| [Adapté de : Mystery Tour Kanazawa]              |                                                                 |                                                  |                                                          |                       |
| 118                                              | L'affaire de meurtre de la légende du démon du chagrin (2)      | 「嘆きの鬼伝説殺人事件」ファイル2                | Nageki no oni densetsu satsujin jiken - Fairu 2          | 17 janvier 2000       |
| [Adapté de : Mystery Tour Kanazawa]              |                                                                 |                                                  |                                                          |                       |
| 119                                              | L'affaire de meurtre de la légende du démon du chagrin (3)      | 「嘆きの鬼伝説殺人事件」ファイル3                | Nageki no oni densetsu satsujin jiken - Fairu 3          | 24 janvier 2000       |
| [Adapté de : Mystery Tour Kanazawa]              |                                                                 |                                                  |                                                          |                       |
| 120                                              | L'escrime magnifique du jeune Akechi (1)                        | 「明智少年の華麗なる剣技」ファイル1              | Akechi shōnen no karei naru kenjutsu - Fairu 1           | 31 janvier 2000       |
| [Adapté de : Série AKECHI — Ch. 8-10 — T. 1]     |                                                                 |                                                  |                                                          |                       |
| 121                                              | L'escrime magnifique du jeune Akechi (2)                        | 「明智少年の華麗なる剣技」ファイル2              | Akechi shōnen no karei naru kenjutsu - Fairu 2           | 7 février 2000        |
| [Adapté de : Série AKECHI — Ch. 8-10 — T. 1]     |                                                                 |                                                  |                                                          |                       |
| 122                                              | L'affaire de meurtre de l'école fantôme (1)                     | 「亡霊学校殺人事件」ファイル1                    | Bōrei gakkō satsujin jiken - Fairu 1                     | 14 février 2000       |
| [Adapté de : Série SHORT — Ch. 37-41 — T. 5]     |                                                                 |                                                  |                                                          |                       |
| 123                                              | L'affaire de meurtre de l'école fantôme (2)                     | 「亡霊学校殺人事件」ファイル2                    | Bōrei gakkō satsujin jiken - Fairu 2                     | 21 février 2000       |
| [Adapté de : Série SHORT — Ch. 37-41 — T. 5]     |                                                                 |                                                  |                                                          |                       |
| 124                                              | L'affaire de meurtre de l'école fantôme (3)                     | 「亡霊学校殺人事件」ファイル3                    | Bōrei gakkō satsujin jiken - Fairu 3                     | 28 février 2000       |
| [Adapté de : Série SHORT — Ch. 37-41 — T. 5]     |                                                                 |                                                  |                                                          |                       |
| 125                                              | Le mystère de la disparition instantanée                        | 瞬間消失の謎                                     | Shunkan shōshitsu no nazo                                | 6 mars 2000           |
| [Adapté de : Série SHORT — Ch. 42-43 — T. 5]     |                                                                 |                                                  |                                                          |                       |
| 126                                              | Le bleu profond du massacre (1)                                 | 「殺戮のディープブルー」ファイル1                | Satsuriku no dīpuburū - Fairu 1                          | 10 avril 2000         |
| [Adapté de : Light novel 7-8]                    |                                                                 |                                                  |                                                          |                       |
| 127                                              | Le bleu profond du massacre (2)                                 | 「殺戮のディープブルー」ファイル2                | Satsuriku no dīpuburū - Fairu 2                          | 17 avril 2000         |
| [Adapté de : Light novel 7-8]                    |                                                                 |                                                  |                                                          |                       |
| 128                                              | Le bleu profond du massacre (3)                                 | 「殺戮のディープブルー」ファイル3                | Satsuriku no dīpuburū - Fairu 3                          | 24 avril 2000         |
| [Adapté de : Light novel 7-8]                    |                                                                 |                                                  |                                                          |                       |
| 129                                              | Le bleu profond du massacre (4)                                 | 「殺戮のディープブルー」ファイル4                | Satsuriku no dīpuburū - Fairu 4                          | 1er mai 2000          |
| [Adapté de : Light novel 7-8]                    |                                                                 |                                                  |                                                          |                       |
| 130                                              | Le bleu profond du massacre (5)                                 | 「殺戮のディープブルー」ファイル5                | Satsuriku no dīpuburū - Fairu 5                          | 8 mai 2000            |
| [Adapté de : Light novel 7-8]                    |                                                                 |                                                  |                                                          |                       |
| 131                                              | L'alibi dans le film                                            | フィルムの中のアリバイ                           | Firumu no naka no aribai                                 | 15 mai 2000           |
| [Adapté de : Série SHORT — Ch. 29-30 — T. 4]     |                                                                 |                                                  |                                                          |                       |
| 132                                              | L'affaire des meurtres de la légende d'Izumo (1)                | 「出雲神話殺人事件」ファイル1                    | Izumo shinwa satsujin jiken - Fairu 1                    | 22 mai 2000           |
| [Adapté de : Mystery Tour d'Izumo]               |                                                                 |                                                  |                                                          |                       |
| 133                                              | L'affaire des meurtres de la légende d'Izumo (2)                | 「出雲神話殺人事件」ファイル2                    | Izumo shinwa satsujin jiken - Fairu 2                    | 29 mai 2000           |
| [Adapté de : Mystery Tour d'Izumo]               |                                                                 |                                                  |                                                          |                       |
| 134                                              | L'affaire des meurtres de la légende d'Izumo (3)                | 「出雲神話殺人事件」ファイル3                    | Izumo shinwa satsujin jiken - Fairu 3                    | 5 juin 2000           |
| [Adapté de : Mystery Tour d'Izumo]               |                                                                 |                                                  |                                                          |                       |
| 135                                              | L'affaire des meurtres de la légende d'Izumo (4)                | 「出雲神話殺人事件」ファイル4                    | Izumo shinwa satsujin jiken - Fairu 4                    | 12 juin 2000          |
| [Adapté de : Mystery Tour d'Izumo]               |                                                                 |                                                  |                                                          |                       |
| 136                                              | Les splendides déductions du commissaire Akechi à Las Vegas (1) | 「明智警視の華麗なる推理 in Las Vegas」ファイル1 | Akechi keishi no karei naru suiri in Las Vegas - Fairu 1 | 19 juin 2000          |
| [Adapté de : Série AKECHI — Ch. 15-17 — T. 2]    |                                                                 |                                                  |                                                          |                       |
| 137                                              | Les splendides déductions du commissaire Akechi à Las Vegas (2) | 「明智警視の華麗なる推理 in Las Vegas」ファイル2 | Akechi keishi no karei naru suiri in Las Vegas - Fairu 2 | 26 juin 2000          |
| [Adapté de : Série AKECHI — Ch. 15-17 — T. 2]    |                                                                 |                                                  |                                                          |                       |
| 138                                              | Renversement impossible! Miyuki Nanase suspectée de meurtre     | 逆転不可能! 七瀬美雪の殺人容疑                   | Gyakuten fukanō! Nanase Miyuki no satsujin yōgi          | 3 juillet 2000        |
| [Adapté de : Série SHORT — Ch. 34-36 — T. 5]     |                                                                 |                                                  |                                                          |                       |
| 139                                              | L'affaire de meurtre des poupées russes (1)                     | 「露西亜人形殺人事件」ファイル1                  | Roshia ningyō satsujin jiken - Fairu 1                   | 10 juillet 2000       |
| [Adapté de : Série CASE-24 — Ch. 45-59 — T. 6-7] |                                                                 |                                                  |                                                          |                       |
| 140                                              | L'affaire de meurtre des poupées russes (2)                     | 「露西亜人形殺人事件」ファイル2                  | Roshia ningyō satsujin jiken - Fairu 2                   | 17 juillet 2000       |
| [Adapté de : Série CASE-24 — Ch. 45-59 — T. 6-7] |                                                                 |                                                  |                                                          |                       |
| 141                                              | L'affaire de meurtre des poupées russes (3)                     | 「露西亜人形殺人事件」ファイル3                  | Roshia ningyō satsujin jiken - Fairu 3                   | 24 juillet 2000       |
| [Adapté de : Série CASE-24 — Ch. 45-59 — T. 6-7] |                                                                 |                                                  |                                                          |                       |
| 142                                              | L'affaire de meurtre des poupées russes (4)                     | 「露西亜人形殺人事件」ファイル4                  | Roshia ningyō satsujin jiken - Fairu 4                   | 31 juillet 2000       |
| [Adapté de : Série CASE-24 — Ch. 45-59 — T. 6-7] |                                                                 |                                                  |                                                          |                       |
| 143                                              | L'affaire de meurtre des poupées russes (5)                     | 「露西亜人形殺人事件」ファイル5                  | Roshia ningyō satsujin jiken - Fairu 5                   | 7 août 2000           |
| [Adapté de : Série CASE-24 — Ch. 45-59 — T. 6-7] |                                                                 |                                                  |                                                          |                       |
| 144                                              | La lettre de défi du gentleman cambrioleur                      | 怪盗紳士からの挑戦状                             | Kaitō shinshi kara no chōsenjō                           | 14 août 2000          |
| [Adapté de : Série SHORT — Ch. 44-46 — T. 6]     |                                                                 |                                                  |                                                          |                       |
| 145                                              | Les meurtres du cirque étrange (1)                              | 「怪奇サーカスの殺人」ファイル1                  | Kaiki sākasu no satsujin - Fairu 1                       | 21 août 2000          |
| [Adapté de : Série CASE-25 — Ch. 60-68 — T. 8]   |                                                                 |                                                  |                                                          |                       |
| 146                                              | Les meurtres du cirque étrange (2)                              | 「怪奇サーカスの殺人」ファイル2                  | Kaiki sākasu no satsujin - Fairu 2                       | 28 août 2000          |
| [Adapté de : Série CASE-25 — Ch. 60-68 — T. 8]   |                                                                 |                                                  |                                                          |                       |
| 147                                              | Les meurtres du cirque étrange (3)                              | 「怪奇サーカスの殺人」ファイル3                  | Kaiki sākasu no satsujin - Fairu 3                       | 4 septembre 2000      |
| [Adapté de : Série CASE-25 — Ch. 60-68 — T. 8]   |                                                                 |                                                  |                                                          |                       |
| 148                                              | Les meurtres du cirque étrange (4)                              | 「怪奇サーカスの殺人」ファイル4                  | Kaiki sākasu no satsujin - Fairu 4                       | 11 septembre 2000     |
| [Adapté de : Série CASE-25 — Ch. 60-68 — T. 8]   |                                                                 |                                                  |                                                          |                       |

### Longs métrages
Deux longs métrages ont été produits et diffusés directement au cinéma.
| No                          | Titre français                                            | Titre japonais                           | Titre japonais                                      | Date de 1re diffusion |
| No                          | Titre français                                            | Kanji                                    | Rōmaji                                              | Date de 1re diffusion |
| --------------------------- | --------------------------------------------------------- | ---------------------------------------- | --------------------------------------------------- | --------------------- |
| 1                           | Les enquêtes de Kindaichi                                 | 金田一少年の事件簿                       | Kindaichi Shōnen no Jikenbo                         | 14 décembre 1996      |
| [Adapté de : Light novel 1] |                                                           |                                          |                                                     |                       |
| 2                           | Les enquêtes de Kindaichi 2 - Le bleu profond du massacre | 金田一少年の事件簿2 殺戮のディープブルー | Kindaichi Shōnen no Jikenbo 2 Satsuriku no Dīpuburū | 21 août 1999          |
| [Adapté de : Light novel 7] |                                                           |                                          |                                                     |                       |

### Episodes spéciaux
A l'occasion des dix ans de la série d'animation, deux épisodes spéciaux d'une heure ont été produits et diffusés sur Yomiuri TV lors du mois de décembre 2007.
| No                                             | Titre français                                  | Titre japonais                     | Titre japonais                   | Date de 1re diffusion |
| No                                             | Titre français                                  | Kanji                              | Rōmaji                           | Date de 1re diffusion |
| ---------------------------------------------- | ----------------------------------------------- | ---------------------------------- | -------------------------------- | --------------------- |
| 1                                              | Derniers meurtres à l'opéra                     | オペラ座館・最後の殺人             | Opera za kan - Saigo no satsujin | 12 novembre 2007      |
| [Adapté de : Série NEW-28 — Ch. 9-23 — T. 2-3] |                                                 |                                    |                                  |                       |
| 2                                              | L'affaire des meurtres de la légende du vampire | 吸血鬼（ヴァンパイア）伝説殺人事件 | Vanpaia densetsu satsujin jiken  | 19 novembre 2007      |
| [Adapté de : Série NEW-27 — Ch. 1-8 — T. 1]    |                                                 |                                    |                                  |                       |

### OAV
A l'occasion des vingt ans de publication du manga, deux épisodes spéciaux ont été publiés directement en DVD, vendus dans une édition limitée des volumes 3 et 4 de la série 20e anniversaire.
| No                                            | Titre français                                        | Titre japonais         | Titre japonais                      | Date de 1re diffusion |
| No                                            | Titre français                                        | Kanji                  | Rōmaji                              | Date de 1re diffusion |
| --------------------------------------------- | ----------------------------------------------------- | ---------------------- | ----------------------------------- | --------------------- |
| 1                                             | L'affaire des meurtres de la magie noire - 1re partie | 黒魔術殺人事件（前編） | Kuromajutsu Satsujin Jiken (Zenpen) | 17 décembre 2012      |
| [Adapté de : Série NEW-31 — Ch. 54-61 — T. 8] |                                                       |                        |                                     |                       |
| 2                                             | L'affaire des meurtres de la magie noire - 2e partie  | 黒魔術殺人事件（後編） | Kuromajutsu Satsujin Jiken (Kōhen)  | 15 mars 2013          |
| [Adapté de : Série NEW-31 — Ch. 54-61 — T. 8] |                                                       |                        |                                     |                       |

## Les Enquêtes de Kindaichi: Le Retour

### Génériques
| Génériques | Épisodes | Début           | Début                  | Fin                    | Fin          | 1re date de diffusion |
| Génériques | Épisodes | Titre           | Artiste                | Titre                  | Artiste      | 1re date de diffusion |
| ---------- | -------- | --------------- | ---------------------- | ---------------------- | ------------ | --------------------- |
| 1          | 1–14     | BRAND NEW STORY | Tokyo Performance Doll | Passcode 4854          | Rei Yasuda   | 5 avril 2014          |
| 2          | 15-25    | Yue ni Matenrou | MUCC                   | Startline              | 7!!          | 19 juillet 2014       |
| 3          | 26-37    | Yonjuushi       | NEWS                   | Hitomi no Oku no Ginga | Flower       | 3 octobre 2015        |
| 4          | 38–47    | TRAGEDY         | KAT-TUN                | Ketsui no Tsubasa      | Rin Akatsuki | 23 janvier 2016       |

### Saison 1
| No                                                | Titre français                                              | Titre japonais                 | Titre japonais                                 | Date de 1re diffusion |
| No                                                | Titre français                                              | Kanji                          | Rōmaji                                         | Date de 1re diffusion |
| ------------------------------------------------- | ----------------------------------------------------------- | ------------------------------ | ---------------------------------------------- | --------------------- |
| 1                                                 | L'affaire des meurtres du trésor de Kowloon à Hong Kong (1) | 「香港九龍財宝殺人事件」File.1 | HonKon Kūron Zaihou Satsujinjiken - Fairu Wan  | 5 avril 2014          |
| [Adapté de : Série 20ANS-36 — Ch. 12-23 — T. 2-3] |                                                             |                                |                                                |                       |
| 2                                                 | L'affaire des meurtres du trésor de Kowloon à Hong Kong (2) | 「香港九龍財宝殺人事件」File.2 | HonKon Kūron Zaihou Satsujinjiken - Fairu Tsū  | 12 avril 2014         |
| [Adapté de : Série 20ANS-36 — Ch. 12-23 — T. 2-3] |                                                             |                                |                                                |                       |
| 3                                                 | L'affaire des meurtres du trésor de Kowloon à Hong Kong (3) | 「香港九龍財宝殺人事件」File.3 | HonKon Kūron Zaihou Satsujinjiken - Fairu Surī | 19 avril 2014         |
| [Adapté de : Série 20ANS-36 — Ch. 12-23 — T. 2-3] |                                                             |                                |                                                |                       |
| 4                                                 | L'affaire des meurtres du trésor de Kowloon à Hong Kong (4) | 「香港九龍財宝殺人事件」File.4 | HonKon Kūron Zaihou Satsujinjiken - Fairu Fō   | 26 avril 2014         |
| [Adapté de : Série 20ANS-36 — Ch. 12-23 — T. 2-3] |                                                             |                                |                                                |                       |
| 5                                                 | Reika Hayami et l'invité non-invité                         | 速水玲香と招かれざる客         | Hayami Reika to Manekarezaru Kyaku             | 3 mai 2014            |
| [Adapté de : Série NEW — Ch. 52-53 — T. 7]        |                                                             |                                |                                                |                       |
| 6                                                 | L'affaire des meurtres de l'alchimie (1)                    | 「錬金術殺人事件」File.1       | Renkinjutsu Satsujinjiken - Fairu Wan          | 10 mai 2014           |
| [Adapté de : Série NEW-33 — Ch. 84-96 — T. 12-13] |                                                             |                                |                                                |                       |
| 7                                                 | L'affaire des meurtres de l'alchimie (2)                    | 「錬金術殺人事件」File.2       | Renkinjutsu Satsujinjiken - Fairu Tsū          | 17 mai 2014           |
| [Adapté de : Série NEW-33 — Ch. 84-96 — T. 12-13] |                                                             |                                |                                                |                       |
| 8                                                 | L'affaire des meurtres de l'alchimie (3)                    | 「錬金術殺人事件」File.3       | Renkinjutsu Satsujinjiken - Fairu Surī         | 24 mai 2014           |
| [Adapté de : Série NEW-33 — Ch. 84-96 — T. 12-13] |                                                             |                                |                                                |                       |
| 9                                                 | L'affaire des meurtres de l'alchimie (4)                    | 「錬金術殺人事件」File.4       | Renkinjutsu Satsujinjiken - Fairu Fō           | 31 mai 2014           |
| [Adapté de : Série NEW-33 — Ch. 84-96 — T. 12-13] |                                                             |                                |                                                |                       |
| 10                                                | L'affaire des meurtres de l'école pénitentiaire (1)         | 獄門塾殺人事件 File.1          | Gokumonjuku Satsujinjiken - Fairu Wan          | 7 juin 2014           |
| [Adapté de : Série NEW-29 — Ch. 24-38 — T. 4-5]   |                                                             |                                |                                                |                       |
| 11                                                | L'affaire des meurtres de l'école pénitentiaire (2)         | 獄門塾殺人事件 File.2          | Gokumonjuku Satsujinjiken - Fairu Tsū          | 14 juin 2014          |
| [Adapté de : Série NEW-29 — Ch. 24-38 — T. 4-5]   |                                                             |                                |                                                |                       |
| 12                                                | L'affaire des meurtres de l'école pénitentiaire (3)         | 獄門塾殺人事件 File.3          | Gokumonjuku Satsujinjiken - Fairu Surī         | 21 juin 2014          |
| [Adapté de : Série NEW-29 — Ch. 24-38 — T. 4-5]   |                                                             |                                |                                                |                       |
| 13                                                | L'affaire des meurtres de l'école pénitentiaire (4)         | 獄門塾殺人事件 File.4          | Gokumonjuku Satsujinjiken - Fairu Fō           | 28 juin 2014          |
| [Adapté de : Série NEW-29 — Ch. 24-38 — T. 4-5]   |                                                             |                                |                                                |                       |
| 14                                                | L'affaire des meurtres de l'école pénitentiaire (5)         | 獄門塾殺人事件 File.5          | Gokumonjuku Satsujinjiken - Fairu Faibu        | 5 juillet 2014        |
| [Adapté de : Série NEW-29 — Ch. 24-38 — T. 4-5]   |                                                             |                                |                                                |                       |
| 15                                                | Meurtre à 10 000 mètres d'altitude (1)                      | 高度一万メートルの殺人 File.1  | Kōdo ichiman mētoru no Satsujin - Fairu Wan    | 19 juillet 2014       |
| [Adapté de : Série NEW — Ch. 97-99 — T. 13]       |                                                             |                                |                                                |                       |
| 16                                                | Meurtre à 10 000 mètres d'altitude (2)                      | 高度一万メートルの殺人 File.2  | Kōdo ichiman mētoru no Satsujin - Fairu Tsū    | 26 juillet 2014       |
| [Adapté de : Série NEW — Ch. 97-99 — T. 13]       |                                                             |                                |                                                |                       |
| 17                                                | L'affaire du "mystère" du camping                           | キャンプ場の“怪”事件           | Kyanpujō no Kai Jiken                          | 2 août 2014           |
| [Adapté de : Série NEW — Ch. 83 — T. 11]          |                                                             |                                |                                                |                       |
| 18                                                | L'Esprit maléfique de la piscine de plongée                 | 飛込プールの悪霊               | Tobikomi Pūru no Akuryō                        | 9 août 2014           |
| [Adapté de : Série NEW — Ch. 82 — T. 11]          |                                                             |                                |                                                |                       |
| 19                                                | Les meurtres de l'Inspecteur Kenmochi (1)                   | 剣持警部の殺人 File.1          | Kenmochi Keibu no satsujin - Fairu Wan         | 16 août 2014          |
| [Adapté de : Série NEW-32 — Ch. 70-81 — T. 10-11] |                                                             |                                |                                                |                       |
| 20                                                | Les meurtres de l'Inspecteur Kenmochi (2)                   | 剣持警部の殺人 File.2          | Kenmochi Keibu no satsujin - Fairu Tsū         | 23 août 2014          |
| [Adapté de : Série NEW-32 — Ch. 70-81 — T. 10-11] |                                                             |                                |                                                |                       |
| 21                                                | Les meurtres de l'Inspecteur Kenmochi (3)                   | 剣持警部の殺人 File.3          | Kenmochi Keibu no satsujin - Fairu Surī        | 30 août 2014          |
| [Adapté de : Série NEW-32 — Ch. 70-81 — T. 10-11] |                                                             |                                |                                                |                       |
| 22                                                | Les meurtres de l'Inspecteur Kenmochi (4)                   | 剣持警部の殺人 File.4          | Kenmochi Keibu no satsujin - Fairu Fō          | 6 septembre 2014      |
| [Adapté de : Série NEW-32 — Ch. 70-81 — T. 10-11] |                                                             |                                |                                                |                       |
| 23                                                | L'affaire des meurtres dans la demeure des jeux (1)         | ゲームの館殺人事件 File.1      | Gēmu no Yakata satsujinjiken - Fairu Wan       | 13 septembre 2014     |
| [Adapté de : Série NEW-34 — Ch. 100-107 — T. 14]  |                                                             |                                |                                                |                       |
| 24                                                | L'affaire des meurtres dans la demeure des jeux (2)         | ゲームの館殺人事件 File.2      | Gēmu no Yakata satsujinjiken - Fairu Tsū       | 20 septembre 2014     |
| [Adapté de : Série NEW-34 — Ch. 100-107 — T. 14]  |                                                             |                                |                                                |                       |
| 25                                                | L'affaire des meurtres dans la demeure des jeux (3)         | ゲームの館殺人事件 File.3      | Gēmu no Yakata satsujinjiken - Fairu Surī      | 27 septembre 2014     |
| [Adapté de : Série NEW-34 — Ch. 100-107 — T. 14]  |                                                             |                                |                                                |                       |

### Saison 2
| No                                                | Titre français                                               | Titre japonais            | Titre japonais                                | Date de 1re diffusion |
| No                                                | Titre français                                               | Kanji                     | Rōmaji                                        | Date de 1re diffusion |
| ------------------------------------------------- | ------------------------------------------------------------ | ------------------------- | --------------------------------------------- | --------------------- |
| 26                                                | Les actions téméraires de Kindaichi (1)                      | 金田一少年の決死行 File.1 | Kindaichi Shōnen no Kesshikō - Fairu Wan      | 3 octobre 2015        |
| [Adapté de : Série CASE-26 — Ch. 69-84 — T. 9-10] |                                                              |                           |                                               |                       |
| 27                                                | Les actions téméraires de Kindaichi (2)                      | 金田一少年の決死行 File.2 | Kindaichi Shōnen no Kesshikō - Fairu Tsū      | 10 octobre 2015       |
| [Adapté de : Série CASE-26 — Ch. 69-84 — T. 9-10] |                                                              |                           |                                               |                       |
| 28                                                | Les actions téméraires de Kindaichi (3)                      | 金田一少年の決死行 File.3 | Kindaichi Shōnen no Kesshikō - Fairu Surī     | 17 octobre 2015       |
| [Adapté de : Série CASE-26 — Ch. 69-84 — T. 9-10] |                                                              |                           |                                               |                       |
| 29                                                | Les actions téméraires de Kindaichi (4)                      | 金田一少年の決死行 File.4 | Kindaichi Shōnen no Kesshikō - Fairu Fō       | 24 octobre 2015       |
| [Adapté de : Série CASE-26 — Ch. 69-84 — T. 9-10] |                                                              |                           |                                               |                       |
| 30                                                | L'affaire du meurtre de la salle de la flaque de sang (1)    | 血溜之間殺人事件 File.1   | Chidamari no Ma Satsujin Jiken - Fairu Wan    | 31 octobre 2015       |
| [Adapté de : Série NEW — Ch. 62-65 — T. 9]        |                                                              |                           |                                               |                       |
| 31                                                | L'affaire du meurtre de la salle de la flaque de sang (2)    | 血溜之間殺人事件 File.2   | Chidamari no Ma Satsujin Jiken - Fairu Tsū    | 7 novembre 2015       |
| [Adapté de : Série NEW — Ch. 62-65 — T. 9]        |                                                              |                           |                                               |                       |
| 32                                                | L'affaire des meurtres de la résidence rosicrucienne (1)     | 薔薇十字館殺人事件 File.1 | Bara Jūjikan Satsujin Jiken - Fairu Wan       | 14 novembre 2015      |
| [Adapté de : Série 20ANS-37 — Ch. 27-40 — T. 4-5] |                                                              |                           |                                               |                       |
| 33                                                | L'affaire des meurtres de la résidence rosicrucienne (2)     | 薔薇十字館殺人事件 File.2 | Bara Jūjikan Satsujin Jiken - Fairu Tsū       | 21 novembre 2015      |
| [Adapté de : Série 20ANS-37 — Ch. 27-40 — T. 4-5] |                                                              |                           |                                               |                       |
| 34                                                | L'affaire des meurtres de la résidence rosicrucienne (3)     | 薔薇十字館殺人事件 File.3 | Bara Jūjikan Satsujin Jiken - Fairu Surī      | 28 novembre 2015      |
| [Adapté de : Série 20ANS-37 — Ch. 27-40 — T. 4-5] |                                                              |                           |                                               |                       |
| 35                                                | L'affaire des meurtres de la résidence rosicrucienne (4)     | 薔薇十字館殺人事件 File.4 | Bara Jūjikan Satsujin Jiken - Fairu Fō        | 5 décembre 2015       |
| [Adapté de : Série 20ANS-37 — Ch. 27-40 — T. 4-5] |                                                              |                           |                                               |                       |
| 36                                                | L'affaire des meurtres de la résidence rosicrucienne (5)     | 薔薇十字館殺人事件 File.5 | Bara Jūjikan Satsujin Jiken - Fairu Faibu     | 12 décembre 2015      |
| [Adapté de : Série 20ANS-37 — Ch. 27-40 — T. 4-5] |                                                              |                           |                                               |                       |
| 37                                                | Coup de feu à 4 h 40 du matin                                | 午前4時40分の銃声         | Gozen yoji yonjuppun no Jūsei                 | 19 décembre 2015      |
| [Adapté de : Série SHORT — Ch. 47-48 — T. 6]      |                                                              |                           |                                               |                       |
| SP                                                | Les enquêtes de l'inspecteur Akechi                          | 明智警部の事件簿          | Akechi keibu no Jikenbo                       | 26 décembre 2015      |
| [Adapté de : The Akechi Files — Ch. 1-4 — T. 1]   |                                                              |                           |                                               |                       |
| 38                                                | L'affaire des meurtres de la légende du démon des neiges (1) | 雪鬼伝説殺人事件 File.1   | Yukioni Densetsu Satsujin Jiken - Fairu Wan   | 23 janvier 2016       |
| [Adapté de : Série R-38 — Ch. 1-11 — T. 1-2]      |                                                              |                           |                                               |                       |
| 39                                                | L'affaire des meurtres de la légende du démon des neiges (2) | 雪鬼伝説殺人事件 File.2   | Yukioni Densetsu Satsujin Jiken - Fairu Tsū   | 30 janvier 2016       |
| [Adapté de : Série R-38 — Ch. 1-11 — T. 1-2]      |                                                              |                           |                                               |                       |
| 40                                                | L'affaire des meurtres de la légende du démon des neiges (3) | 雪鬼伝説殺人事件 File.3   | Yukioni Densetsu Satsujin Jiken - Fairu Surī  | 6 février 2016        |
| [Adapté de : Série R-38 — Ch. 1-11 — T. 1-2]      |                                                              |                           |                                               |                       |
| 41                                                | L'affaire des meurtres de la légende du démon des neiges (4) | 雪鬼伝説殺人事件 File.4   | Yukioni Densetsu Satsujin Jiken - Fairu Fō    | 13 février 2016       |
| [Adapté de : Série R-38 — Ch. 1-11 — T. 1-2]      |                                                              |                           |                                               |                       |
| 42                                                | L'étrange machination de la doctoresse                       | 女医の奇妙な企み          | Joi no kimyō na Takurami                      | 20 février 2016       |
| [Adapté de : Série SHORT — Ch. 52-53 — T. 6]      |                                                              |                           |                                               |                       |
| 43                                                | Le Mystère de la médaille d'or disparue                      | 消えた金メダルの謎        | Kieta Kin Medaru no Nazo                      | 27 février 2016       |
| [Episode filler]                                  |                                                              |                           |                                               |                       |
| 44                                                | L'affaire des meurtres des feux de Saint-Elme flottants (1)  | 狐火流し殺人事件 File.1   | Kitsunebi nagashi Satsujin Jiken - Fairu Wan  | 5 mars 2016           |
| [Adapté de : Série R-40 — Ch. 24-34 — T. 3-4]     |                                                              |                           |                                               |                       |
| 45                                                | L'affaire des meurtres des feux de Saint-Elme flottants (2)  | 狐火流し殺人事件 File.2   | Kitsunebi nagashi Satsujin Jiken - Fairu Tsū  | 12 mars 2016          |
| [Adapté de : Série R-40 — Ch. 24-34 — T. 3-4]     |                                                              |                           |                                               |                       |
| 46                                                | L'affaire des meurtres des feux de Saint-Elme flottants (3)  | 狐火流し殺人事件 File.3   | Kitsunebi nagashi Satsujin Jiken - Fairu Surī | 19 mars 2016          |
| [Adapté de : Série R-40 — Ch. 24-34 — T. 3-4]     |                                                              |                           |                                               |                       |
| 47                                                | L'affaire des meurtres des feux de St-Elme flottants (4)     | 狐火流し殺人事件 File.4   | Kitsunebi nagashi Satsujin Jiken - Fairu Fō   | 26 mars 2016          |
| [Adapté de : Série R-40 — Ch. 24-34 — T. 3-4]     |                                                              |                           |                                               |                       |